# Jeugdbeweging
De term jeugdbeweging heeft in Nederland en Vlaanderen verschillende betekenissen:
- In Vlaanderen verstaat men onder de "jeugdbeweging": organisaties waar kinderen één dag in de week (dikwijls zaterdag of zondag) naartoe kunnen. Ze kunnen er onder begeleiding van vrijwilligers gedurende enkele uren deelnemen aan allerlei activiteiten.

- In Nederland wordt onder de "jeugdbeweging" verstaan: een "specifieke, aan bepaalde historische omstandigheden gebonden, jeugdbewogenheid die in uiterste consequentie, uit onbehagen over de maatschappelijke toestanden en verhoudingen, een verlangen inhield naar een nieuwe mens en een nieuwe gemeenschap" en die "in zijn optimale vorm gekenmerkt (wordt) door een zich afgrenzen van en soms zelfs door een verzet tegen de oudere generatie en derhalve door het niet accepteren en dus ontbreken van volwassen leiders".[1]. Veelal wordt in dit verband de term "vrije jeugdbeweging" gehanteerd. Een bredere opvatting van "jeugdbeweging" omvat ook jeugdorganisaties die door volwassenen geleid of begeleid worden. Harmsen hanteert hier de term "jeugdzorg"[2]

## Vlaanderen
In Vlaanderen verstaat men onder de "jeugdbeweging": organisaties waar kinderen één dag in de week (dikwijls zaterdag of zondag) naartoe kunnen. Ze kunnen er onder begeleiding van vrijwilligers gedurende enkele uren deelnemen aan allerlei activiteiten.

### Lijst
(deze lijst, in alfabetische volgorde, is niet volledig)
- AKVS - Algemeen Katholiek Vlaams Studentenverbond (1903-)
- BAZART  - Kunstjeugdbeweging (2011)
- Chiro  - Een jeugdbeweging ontstaan uit de patronaten (sinds de 19e eeuw)
- Crejaksie vzw - jeugdbeweging van de liberale mutualiteit (sinds 1965)
- EJV - Evangelisch Jeugdverbond (1936-)
- IJD - jongeren pastoraal
- Jamaswapi - Jeugdbeweging in het centrum van Mechelen (1961)
- JNM - Jeugdbond voor Natuur en Milieu (1983-)
- JOETZ - Jeugddienst van de Socialistische Mutualiteiten
- JRK - Jeugd Rode Kruis (Jeugdafdeling van het Rode Kruis)
- JVS - Jongerenvereniging voor sterrenkunde (Vlaanderen)
- KAJ - voorheen: Katholieke Arbeidersjeugd, nu: Kristelijke Arbeiders Jongeren
- Kazou - Jeugddienst van de Christelijke Mutualiteiten (1977-)
- KLJ - Katholieke Landelijke Jeugd, ontstaan uit de Boerenjeugdbond (BJB)
- KSA, tot 2015 KSJ-KSA-VKSJ (1978-), samenvoeging van de drie volgende verenigingen:
  - KSA - Katholieke Studentenactie (1928-)
  - KSJ - Katholieke Studerende Jeugd
  - VKSJ - Vrouwelijke Katholieke Studerende Jeugd (1930-)
- Natuur en Wetenschap vzw (1987-)
- Rode Valken (1929-) - Een socialistische jongerenbeweging
- Scouts, bestaat uit volgende verenigingen: (1911-)
  - Europascouts
  - FOS Open Scouting
  - Scouts en Gidsen Vlaanderen en AKABE
- SPW - Speelpleinwerking
- VNJ - Vlaams Nationaal Jeugdverbond (1961-)
- Wel Jong Niet Hetero - Jeugdbeweging voor Vlaamse en Brusselse holebi's en transgenders (1994-)
- Koninklijk Marine Kadettenkorps- KMK (1922)

## Nederland
In Nederland wordt onder de "jeugdbeweging" verstaan: een "specifieke, aan bepaalde historische omstandigheden gebonden, jeugdbewogenheid die in uiterste consequentie, uit onbehagen over de maatschappelijke toestanden en verhoudingen, een verlangen inhield naar een nieuwe mens en een nieuwe gemeenschap" en die "in zijn optimale vorm gekenmerkt (wordt) door een zich afgrenzen van en soms zelfs door een verzet tegen de oudere generatie en derhalve door het niet accepteren en dus ontbreken van volwassen leiders".. Veelal wordt in dit verband de term "vrije jeugdbeweging" gehanteerd. Een bredere opvatting van "jeugdbeweging" omvat ook jeugdorganisaties die door volwassenen geleid of begeleid worden. Harmsen hanteert hier de term "jeugdzorg"

### Lijst
(deze lijst is niet volledig)
- AJC - Arbeiders Jeugd Centrale (1918-1959)
- ANJV - Algemeen Nederlands Jeugd Verbond (1945-1985)
- (Bond voor) Gereformeerd Jeugdwerk (1957-2004) - samenvoeging van:
  - Bond van Jongelingsvereenigingen op Gereformeerden Grondslag (1888-1957)
  - Bond van Meisjesvereenigingen op Gereformeerden Grondslag (1918-1957)
- FYK - Frysk Ynternasjonaal Kontakt
- JNFN - Jongerengroep van de Nederlandse Federatie van Naturistenverenigingen (1963-1913), werd nadien de NFNJ
- JNM - Jeugdbond voor Natuur- en Milieustudie (1946-)
- Jong Nederland
- Jeugdwerk
- JGOB - Jongelieden Geheel-Onthouders Bond
- Jongelieden-Organisatie der SDAP (1911-1918)
- KAJ - Katholieke Arbeiders Jeugd
- KPJ - Katholieke Plattelands Jongeren
- Kwekelingen-organisaties en -tijdschriften:
  - Baknieuws – een tijdschrift dat tussen 1897 en 1900 verscheen
  - Kweekelingen-Bode (1903-1911)
  - Kweekelingen Geheelonthouders Bond (KGOB) (1906-1921, door fusie met NBAS)
- LCGJ - Landelijk Centrum voor Gereformeerd Jeugdwerk (1969-2004)
- NBAS - Nederlandsche Bond van Abstinent Studeerenden
- NJN - Nederlandse Jeugdbond voor Natuurstudie (1920-)
- NJV - Nederlandsch Jongelings Verbond – Nederlandsche Jongelings Vereniging (1853-1948) en de opvolgers:
  - CJMV – Christelijk Jonge Mannen Verbond (1948-1958)
  - CJV – Christelijk Jongeren Verbond (1958-1979)
  - CJV – YMCA Nederland (1979-1995)
  - YMCA Nederland (1995-)
- NJS - Nationale Jeugdstorm de jeugdorganisatie van de NSB (1934-1945)
- Scouting Nederland (1973-), samensmelting van de volgende vier verenigingen:
  - NPV - De Nederlandse Padvinders (1915-1973); voorlopers:
    - NPB - Nederlandsche Padvindersbond (1912-1915)
    - NPO - Nederlandsche Padvindersorganisatie (1911-1915)

  - KV - Katholieke Verkenners (1938-1973) (van 1946 tot 1961 als VKJB - Verkenners van de Katholieke Jeugdbeweging)
  - NPG - Nederlandse Padvindstersgilde (1933-1973); voorloper:
    - NMG - Nederlandsche Meisjesgilde (1916-1933)

  - NG - Nederlandse Gidsen (1957-1973); voorloper:
    - NGB - Nederlandse Gidsenbeweging (1945-1957)
- SDJB - Sociaal-Democratische Jongelieden Bond (1888 - 1898)
- SJB – Socialistische Jongelieden Bond (1898 - 1908)
- Uilenspiegelclub (1953-1965)
- De Zaaier (1901 - 1929)
- Zeekadetkorps

### Voetnoten
1. ↑  Harmsen, G. (1961), p. 2f
2. ↑  Harmsen, G. (1961), p. 3. Harmsen schreef ook het lemma over 'jeugdbeweging' in de Winkler Prins Encyclopedie, waar ook deze terminologie wordt gehanteerd.
3. ↑  Harmsen 1961, p. 2.
4. ↑  Harmsen 1961, p. 3.